# Les Granges-le-Roi
Les Granges-le-Roi là một xã ở tỉnh Essonne thuộc vùng Île-de-France miền bắc nước Pháp.
Theo điều tra dân số năm 1999, dân số xã này là 873 người. Ước tính dân số năm 2004 là 944.
Danh xưng cư dân địa phương Les Granges-le-Roi trong tiếng Pháp là Grangeois.